# Tom Haliburton
Thomas Bruce Haliburton (1915-1975) was een golfer uit Schotland.

## Professional
Hij werd geboren in Ardencaple Cottage, Rhu, maar na een paar jaar verhuisden zijn ouders naar Shandon. Op de lokale golfbaan, die nu niet meer bestaat, kwam hij in contact met golf. Hij ging naar de Hermitage School in Helensburgh totdat hij 15 jaar was. Daarna volgde een opleiding om golfprofessional te worden. Eerst was hij vier jaar assistent op de Haggs Castle Golf Club in Glasgow, waar in de 80'er jaten het Glasgow Open werd gespeeld. Later was hij ook assistent van Henry Cotton in Londen. Uiteindelijk werd hij in 1952 pro op The Wentworth Club, en hij bleef dat tot zijn overlijden in 1975.
In 1952 won hij het Spalding Tournament met een wereldrecord. Hij had slechts 126 slagen nodig voor twee rondes van 18 holes. 

In 1954 werd het 50-jarig bestaan van de Cardross Club gevierd met een wedstrijd tussen Haliburton, Dai Rees, Fred Daly en Peter Alliss. Haliburton vestigde een nieuw baanrecord met zijn score van 66.
Hij speelde in 1961 in de Ryder Cup namens Groot-Brittannië in 1963 namens Groot-Brittannië en Ierland. In 1961 verloor hij van Arnold Palmer met 2&1.
Hij besloot in 1963 dat hij zijn carrière op het hoogtepunt moest stoppen. Hij had tijdens het Brits Open negen holes in 29 slagen gespeeld op Royal Lytham, hetgeen nog steeds een record is.  
In 1969 werd hij voorzitter van de Britse PGA. In 1970 was hij captain van het Britse team van clubprofessionals.
Zijn laatste toernooi was een Pro-Am op de Helensburgh Golf Club. Er waren 2000 toeschouwers.
Toen hij in 1975 plannen maakte om met pensioen te gaan, adviseerde hij Wentworth om Bernard Gallacher als zijn opvolger te benoemen. Nadat dit besproken was, speelden Haliburton en Gallacher een oefenronde. Op de eerste green zakte Haliburton in elkaar, hij was dood. Er werd een jeugdtoernooi opgericht waarbij om de Tom Haliburton Trofee wordt gespeeld.

### Gewonnen
- 1938:  West of Scotland Championship, Northern Open
- 1949:  Daily Mail Tournament
- 1963: Yorkshire Evening News Tournament

### Teams
- Canada Cup: 1954
- Ryder Cup: 1961, 1963
- PGA Cup: 1973 (eerste editie)

## RAF
Tijdens de Tweede Wereldoorlog was Haliburton bij de Royal Air Force, waar hij de conditie van de militairen moest trainen. Hij trouwde in 1941 en werd datzelfde jaar korporaal. 